# Arhopala azinis
Arhopala azinis är en fjärilsart som beskrevs av De Niceville 1896. Arhopala azinis ingår i släktet Arhopala och familjen juvelvingar. Inga underarter finns listade i Catalogue of Life.

## Bildgalleri

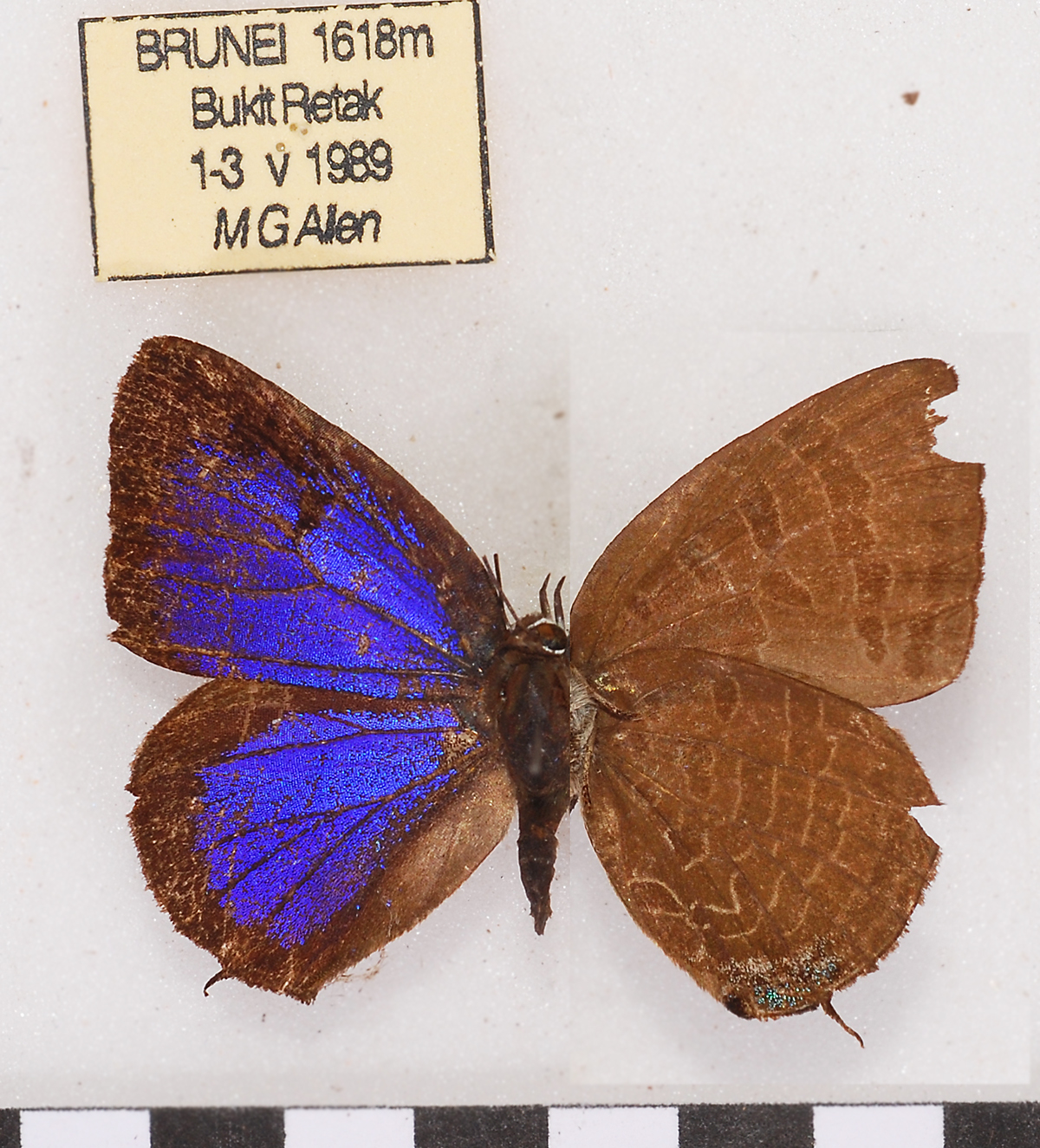